# Le Mesnil-Caussois
Le Mesnil-Caussois ist eine ehemalige französische Gemeinde mit zuletzt 127 Einwohnern (Stand: 1. Januar 2014), den Causséens, im Département Calvados in der Region Normandie.
Zum 1. Januar 2017 wurde Le Mesnil-Caussois im Zuge einer Gebietsreform zusammen mit neun benachbarten Gemeinden als Ortsteil in die neue Gemeinde Noues de Sienne eingegliedert.

## Geografie
Le Mesnil-Caussois liegt rund 64 Kilometer südwestlich von Caen. Das im Département Manche gelegene Saint-Lô ist etwa 34 Kilometer entfernt.

## Bevölkerungsentwicklung
| Jahr                             | 1793 | 1836 | 1876 | 1926 | 1946 | 1968 | 1990 | 2014 |
| Einwohner                        | 268  | 295  | 214  | 166  | 177  | 164  | 110  | 127  |
| Quelle: Cassini, EHESS und INSEE |      |      |      |      |      |      |      |      |

## Sehenswürdigkeiten
- Kirche Saint-Pierre aus dem 14.–16. Jahrhundert, seit 1973 Monument historique[3]